# Henry Gamble's Birthday Party
Henry Gamble's Birthday Party es una película dramática estadounidense de 2015 escrita y dirigida por Stephen Cone.

## Sinopsis
El día de su cumpleaños, Henry organiza una fiesta que sirve como escenario para reforzar sus lazos con sus amigos. Mientras se prepara para recibir a sus invitados, se hace evidente que el joven guarda sentimientos que no se atreve a confesar, especialmente hacia Gabe, su mejor amigo. La fiesta termina siendo un espacio donde cada invitado muestra sus problemas y deseos: una madre cansada, un chico que no se siente seguro de su identidad sexual, una viuda que busca compañía y un hijo que apenas logra mantenerse a flote.

## Reparto
- Cole Doman es Henry Gamble
- Pat Healy es Bob Gamble
- Elizabeth Laidlaw es Kat Gamble
- Nina Ganet es Autumn Gamble
- Tyler Ross es Aaron
- Francis Guinan es Larry Montgomery
- Hanna Dworkin es Bonnie Montgomery
- Darci Nalepa es Grace Montgomery
- Patrick Andrews es Ricky Matthews
- Meg Thalken es Rose Matthews
- Kelly O'Sullivan es Candice Noble

Fuente:

## Producción y estreno
La película se filmó en un periodo de 18 días. Se estrenó el 7 de mayo de 2015 en el Festival de Cine de Maryland, y se exhibió en Nueva York durante el BAMcinemaFest, el 25 de junio de 2015.
El 8 de septiembre del mismo año se anunció que la compañía Wolfe Video había adquirido los derechos de Henry Gamble's Birthday Party, con planes de lanzarla en VOD y DVD a principios de 2016.

## Recepción

### Crítica profesional
Henry Gamble's Birthday Party recibió en general comentarios positivos por parte de la crítica especializada. Tiene un 86% de aprobación en el portal Rotten Tomatoes, basado en 14 reseñas y con una calificación promedio de 6.6/10. En Metacritic, tiene un puntaje de 59 sobre 100, basado en cuatro críticas, lo que indica «reseñas mixtas o promedio».
Frank Scheck, de The Hollywood Reporter, consideró que la película estaba «un poco menos lograda» que The Wise Kids (2011), también de Cone, pero aun así afirmó que «funciona mejor en sus momentos más silenciosos, especialmente en su conmovedora escena final, en la que Henry, interpretado con mucha sensibilidad por Doman en su debut cinematográfico, finalmente se permite actuar según sus impulsos reprimidos. Esto añade una nota esperanzadora al caos previo, recordándonos una vez más que el corazón quiere lo que quiere».
Carson Kohler, de Vox, también destacó el filme, escribiendo que trata temas muy importantes, en especial la sexualidad y la fe. Joe Ehrman-Dupre, de Indiewire, la describió como «milagrosa» y afirmó: «Stephen Cone me dijo que le resultaba muy difícil odiar a la gente, y le creo. Si fuera un escritor vengativo o un director enfadado, y si no se preocupara tanto por cada uno de sus personajes, esta fiesta de cumpleaños se convertiría rápidamente en un caos estereotípico de fanáticos. Pero tal como está, Henry Gamble se rodea de personas complejas, difíciles, frustradas. Esencialmente, personas con historias, como tú y como yo».
Ben Kenigsberg, de The New York Times, dio una opinión menos entusiasta, describiendo a Cone como un guionista «poco sofisticado» y comentando: «Henry Gamble's Birthday Party se siente sincera pero no lograda, empática pero no profunda».

### Premios y reconocimientos
La película ganó el Premio SHOUT del Jurado y el Premio de la Audiencia en el Sidewalk Moving Picture Festival de 2015.